# Brug 645

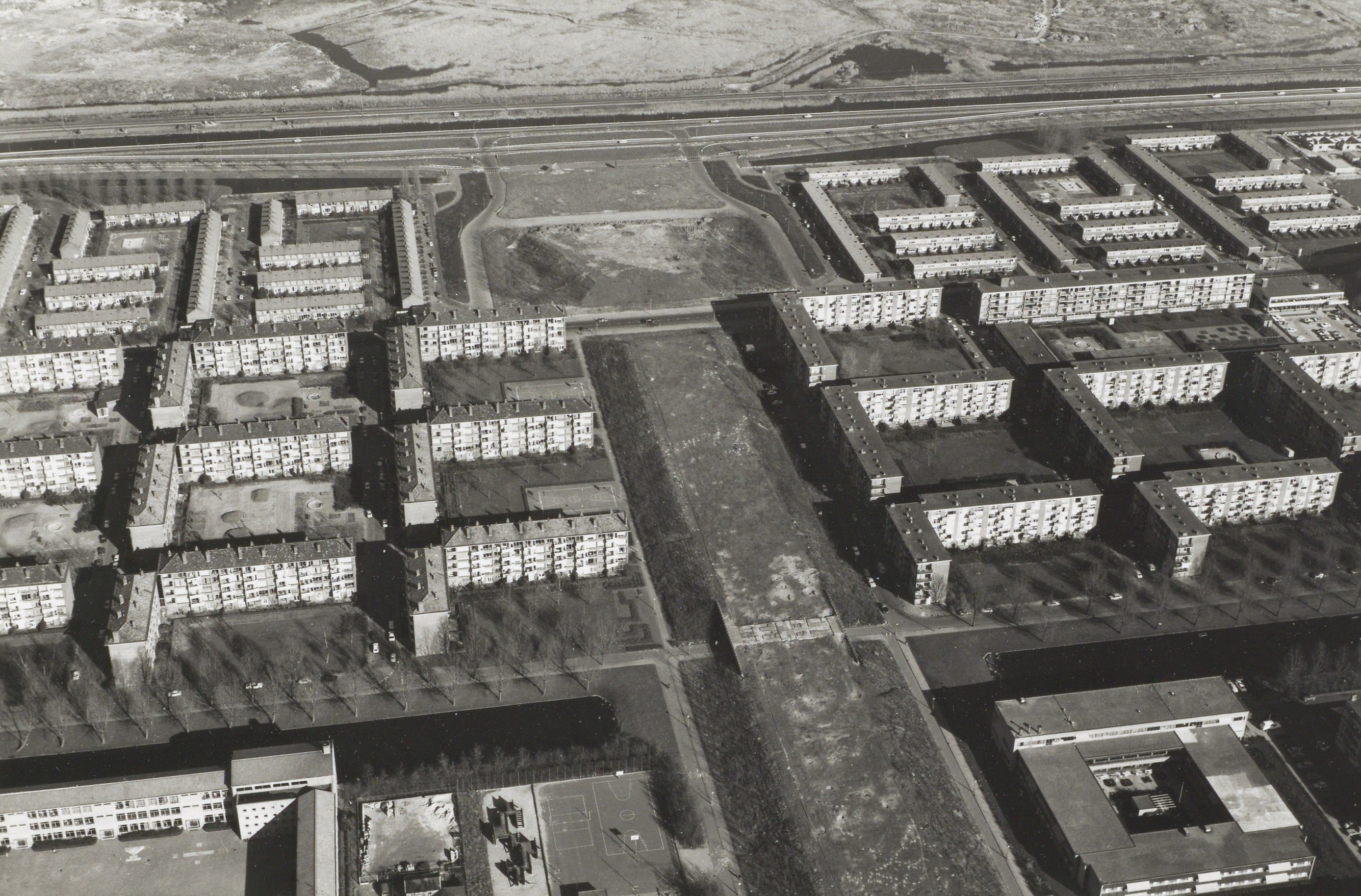
Abraham Kuyperlaan met als eerste viaduct van onder brug 645 (1982)

Brug 645 was een bouwkundig kunstwerk in Amsterdam Nieuw-West.
De brug werd na een aanbesteding in mei 1962 gebouwd in de Abraham Kuyperlaan en overspande de Albardakade. In juli 1963 kon de brug opgeleverd worden. Die Abraham Kuyperlaan (stadsautoweg) was gelegd op een dijklichaam. De Albardagracht en haar kades lagen op maaiveldniveau. Om voor voetgangers en fietsers een doorgang te maken tussen de woonwijken aan weerszijden van de Abraham Kuyperlaan werd een viaduct annex tunnelbuis aangelegd (de gracht werd afgedamd). Als viaduct zou het jarenlang ongebruikt in de Abraham Kuyperlaan liggen, want deze weg werd pas in 1984 afgebouwd in het tracé Haarlemmerweg – Lambertus Zijlplein. Twaalf jaar later had de gemeente een gewijzigd beleid in de verkeersafhandeling. De Abraham Kuyperlaan werd afgegraven en verdween helemaal uit het landschap. Met het afgraven van het dijklichaam verdwenen ook de viaducten. Waar het viaduct haar zuidelijk landhoofd had liggen, werd het afgraven verder doorgevoerd; er ligt vanaf die jaren een insteekhaven.
De tunnel zag er gelijk aan een duiker uit, maar dan niet voor water, maar voor voetgangers en fietsers. Ze was ongeveer negen meter breed en 34 meter lang. Het bovenliggende dek zou echter zeventig meter bedragen.
Met de sloop van het viaduct ging een van de tientallen bruggen ontworpen door Dick Slebos, een van de bruggenarchitecten van de Dienst der Publieke Werken, verloren.
<<< · 600 · 601 · 602 · 603 · 604 · 605 · 606 · 607 · 608 · 609 · 610 · 611 · 612 · 613 · 614 · 615 · 616 · 617 · 618 · 619 · 620 · 621 · 622 · 623 · 624 · 626 · 627 · 628 · 629 · 630 · 631 · 632 · 633 · 634 · 635 · 636 · 637 · 638 · 639 · 643 · 651 · 652 · 653 · 655 · 656 · 657 · 658 · 659 · 660 · 661 · 662 · 663 · 664 · 665 · 666 · 667 · 668 · 669 · 670 · 671 · 673 · 674 · 675 · 676 · 677 · 678 · 679 · 681 · 682 · 683 · 684 · 685 · 687 · 688 · 689 · 690 · 691 · 692 · 695 · 696 · 699 · >>>
Verdwenen brugnummers: 625 (afgebroken brug Sam van Houtenstraat), 640, 644, 645, 646, 647, 648, 650, 672 (duiker Cornelis Lelylaan, Rembrandtpark), 694, 698.
Nooit gebouwd: 649, 680 (nooit gebouwde brug Sloterplas).
Brugnummers 641, 642, 654, 686, 693, 694 en 697 zijn onbekend.